# 藤丞めぐる
藤丞 めぐる（とうじょう めぐる、6月6日 - ）は、日本の漫画家。秋田県出身、大阪府在住。女性。血液型はO型。1995年に『前略 干し草の中から』でデビュー。1997年、『緋桜白拍子』で白泉社アテナ新人大賞デビュー優秀者賞を受賞。

## 作品リスト

### 白泉社
- 緋桜白拍子（全12巻、『花とゆめ』・『別冊花とゆめ』、1998年 - 2002年刊）
- 桃姫伝奇（既刊2巻、『別冊花とゆめ』、2003年 - 2004年刊）

### 祥伝社
- 緋桜白拍子外伝 冬緋桜（全1巻、『幻想コレクション』、2009年刊）
- 緋桜白拍子外伝 冬緋桜 〜宿命編〜（全1巻、『幻想コレクション』、2010年刊）

### ホーム社
- 舞姫（原作：森鷗外、全1巻、2010年刊）

### ぶんか社
- 野獣紳士は育てて食らう〜極上調教マリッジ〜（原作：クロサワ、既刊2巻、2021年 - 刊）